# Agustín de Iturbide y Green
Agustín de Iturbide y Green va néixer a Ciutat de Mèxic el 2 d'abril de 1863, va ser el fill únic d'Ángel de Iturbide (germà d'Agustín de Iturbide) i de la seva esposa estatunidenca Alicia Green. Maximilià I de Mèxic, que no tenia cap descendència, el va adoptar com a hereu i li va atorgar el títol de Príncep d'Iturbide el 13 de setembre de 1865. Va ser cavaller de l'Orde de Guadalupe i va rebre també l'Orde de l'Àguila Mexicana.
Des del seu naixement, fins a la seva data d'adopció per Maximilià I de Mèxic, la seva vida transcorria, fins a cert punt, sense agitacions. Va ser el 1865, quan, veient que era impossible tenir descendència biològica, Maximilià d'Habsburg, contactà la Casa d'Iturbide per a negociar l'adopció dels dos únics nets de Agustín de Iturbide, Salvador de Iturbide y Marzán i el petit Agustín de Iturbide y Green. A la seva sortida de Mèxic, es va dedicar sobretot, als seus estudis, al Col·legi de Saint Michel i després a l'Escola d'Ascot. Es va educar a la Gran Bretanya i a la Universitat de Georgetown, Estats Units. Es va casar per primera vegada el 1894 amb Lucy Eleanor Hatchett i per segona el 1915 amb María Luisa Kearney, però no va tenir fills dels seus dos matrimonis.